# 華金岡薩雷斯

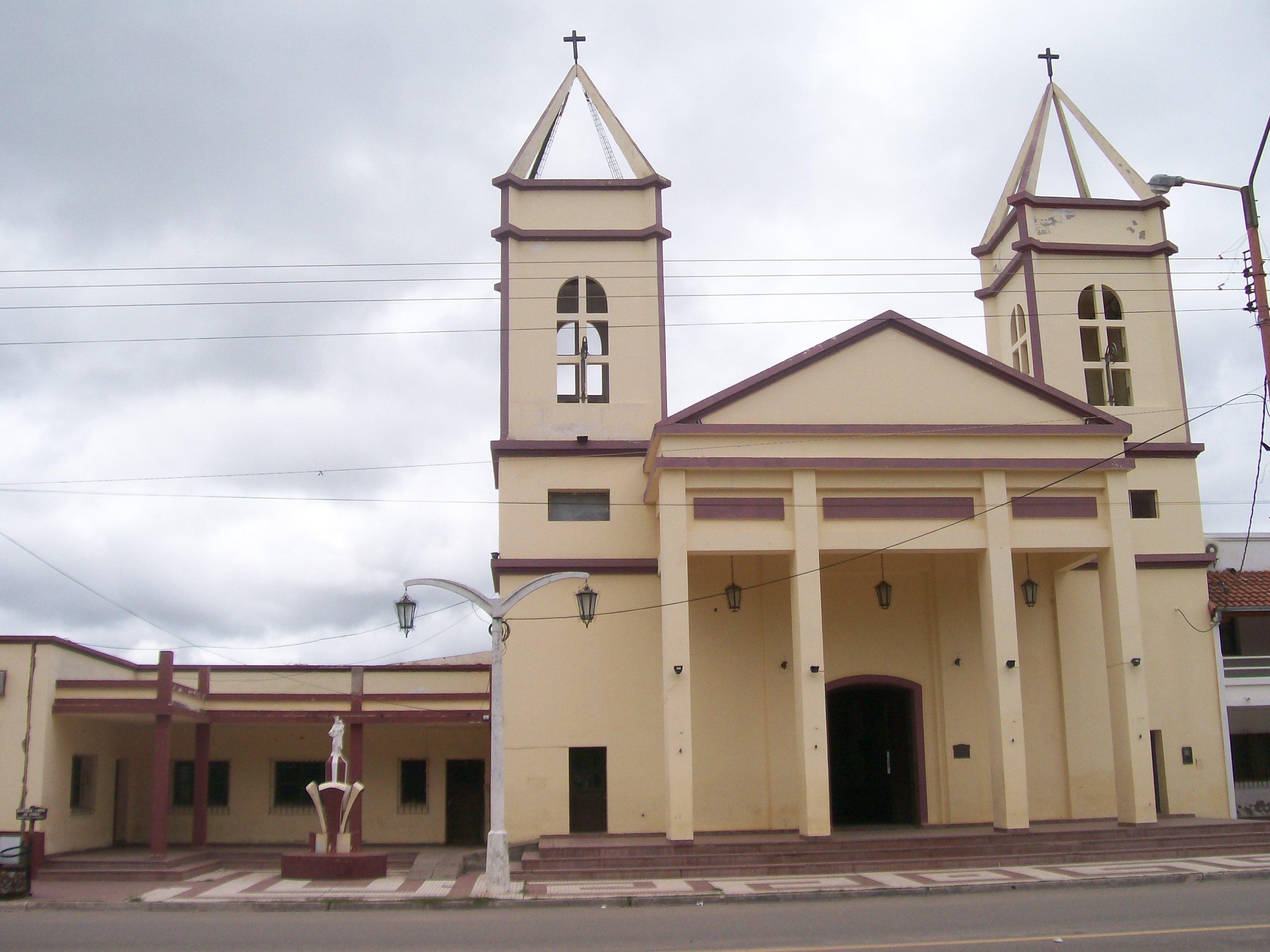
華金岡薩雷斯

華金岡薩雷斯，是阿根廷的城鎮，位於該國西北面薩爾塔省，是安塔縣的首府，海拔高度366米，該地區的地震活動頻繁和低強度，2001年人口13,376。